# كارلوس كيسادا
كارلوس كيسادا (بالإسبانية: Carlos Quesada)‏ (3 مايو 1985 بكريفايلنت في إسبانيا - ) هو لاعب كرة قدم إسباني في مركز الدفاع. لعب مع أتليتيكو بالياريس وريال خاين ونادي أوريويلا ونادي إلتشي ونادي بورغوس ونادي جامعة مرسية ونادي ريوس ديبورتيو ونادي غوادالاخارا وElche CF Ilicitano ‏.

## روابط خارجية
- كارلوس كيسادا على موقع قاعدة بيانات كرة القدم.إي يو (الإنجليزية)
- كارلوس كيسادا على موقع Soccerway.com (الإنجليزية)